# ロドトルル酸
ロドトルル酸（ロドトルルさん、Rhodotorulic acid）とはシデロホアの一つの有機化合物である。ヒドロキサム酸シデロホアの2,5-ジケトピペラジンファミリーで最も小さい化合物である 。植物病原性の細菌や真菌によって分泌される 。鉄との結合部を4カ所、2個のヒドロキサム酸基と2個のケトン基を持ち、すなわち4座の鉄キレート剤である。最大個数まで鉄と結合した際、Fe2(ロドトルル酸)3 複合体を形成し、八面体構造となる。ロドトルル酸は担子菌類酵母によって産生され 、Botrytis cinereaの胞子の発芽を阻害する。酵母の一種R. glutinis はロドトルル酸の分泌により生物的防除剤として有用であり 、イプロジオン耐性B. cinerea によるリンゴへの疾病予防に有効である。